# Dněpropetrovská oblast
Dněpropetrovská oblast (ukrajinsky Дніпропетровська область, Dnipropetrovska oblasť nebo též Дніпропетровщина) je druhou největší i nejlidnatější z 24 samosprávných oblastí Ukrajiny. Rozkládá se mírně východně od středu země po obou březích řeky Dněpr. V současné době žije v oblasti přibližně 3,10 milionu lidí, převážně Ukrajinců.

## Název
Současný název oblasti odkazuje na její hlavní město Dněpropetrovsk, které se však v rámci zákona o dekomunizaci Ukrajiny
přejmenovalo v roce 2016 na Dnipro. Název oblasti lze měnit jen změnou v ústavě, a takový návrh byl podán v dubnu 2018, podle kterého by novým názvem byla Sičeslavská oblast.

## Historie
Oblast byla ustavena 27. února 1932; dříve na jejím území existovala Novoruská, resp. Jekatěrinoslavská gubernie (podle města Dnipro, jež se do roku 1926 jmenovalo Jekatěrinoslav, ukr. Katerynoslav).
V roce 2025 do nejvýchodnějších částí oblasti pronikly jednotky ruské armády v rámci invaze do země.

## Symboly

### Vlajka
Vlajka Dněpropetrovské oblasti je tvořena modrožlutým, kosým, ornamentálním břevnem, které list vlajky (o poměru stran 2:3) diagonálně rozděluje na levý, dolní, bíly a pravý, horní, modrý roh. Břevnový ornament tvoří modré vlny, zasahující do bílého pole a na druhé straně žluté plameny, vybíhající do pole modrého. V bílém poli je v žerďové části vyobrazen kozák v malinovém kroji a s mušketou. V modrém poli vlající části je rozmístěno 9 žlutých, osmicípých hvězd (4, 3, 2 – zarovnané k vlajícímu okraji).

## Geografie

### Sousední oblasti
- Poltavská oblast (severozápad)
- Charkovská oblast (severovýchod)
- Doněcká oblast (východ)
- Záporožská oblast (jih)
- Chersonská oblast (jih)
- Mykolajivská oblast (jihozápad)
- Kirovohradská oblast (západ)

## Obyvatelstvo
V roce 2021 žilo na území oblasti dle odhadu cca 3 100 000 obyvatel; Oblast se vyznačuje velmi silnou urbanizací (84,2 % obyvatel žije ve městech).
K 1. lednu 2022 byl počet přítomného obyvatelstva 3 096 485 osob. Během roku 2021 se počet přítomných obyvatel snížil o 45 550 lidí. Poměr zemřelých k živě narozeným je skutečně tristní: v roce 2021 připadalo na 100 zemřelých jen 30 živě narozených.
Za rok 2021 se narodilo 19 508 živě narozených dětí, zatímco tentýž rok zemřelo 64 775 osob, z nichž 147 byly děti ve věku do jednoho roku. Kojenecká úmrtnost činila 7,53 ‰.

### Národnostní složení
Podle výsledků sčítání lidu roce 2001 tvořili Ukrajinci 79,3 % obyvatelstva a Rusové 17,6 %. Z mnoha dalších národností nedosahuje žádná ani jednoprocentního podílu: Bělorusové 0,8 %, Židé 0,4 %, Arméni 0,3 %.
| Národnost       | Absolutní počet (tis. osob) | Podíl na celkovém obyvatelstvu oblasti (v %) |
| --------------- | --------------------------- | -------------------------------------------- |
| Ukrajinci       | 2 825,8                     | 79,3                                         |
| Rusové          | 627,5                       | 17,6                                         |
| Bělorusové      | 29,5                        | 0,8                                          |
| Židé            | 13,7                        | 0,4                                          |
| Arméni          | 10,6                        | 0,3                                          |
| Ázerbájdžánci   | 5,6                         | 0,2                                          |
| Moldavané       | 4,4                         | 0,12                                         |
| Romové          | 4,1                         | 0,11                                         |
| Tataři          | 3,8                         | 0,11                                         |
| Němci           | 3,8                         | 0,11                                         |
| Gruzíni         | 2,8                         | 0,08                                         |
| Bulhaři         | 2,3                         | 0,06                                         |
| Korejci         | 1,4                         | 0,04                                         |
| Uzbekové        | 1,4                         | 0,04                                         |
| Řekové          | 1,1                         | 0,03                                         |
| jiné národnosti | 15,6                        | 0,40                                         |
| Celkem          | 3 553,4                     | 100                                          |

Ukrajinštinu uvedlo za mateřskou řeč 67 % obyvatel, ruštinu pak 32 %. V hovorové mluvě je poměrně silně rozšířen také suržyk, směs ukrajinštiny a ruštiny.
V roce 2001 žilo celkem 3 567,6 tisíc osob, z nichž 1 643,3 tisíc byly muži (46 %) a 1 924,3 tisíc tvořily ženy (54 %).

### Přehled největších měst
Následující přehled obsahuje největší města oblasti.
| Město         | Ukrajinský název | Ruský název   | Obyvatelstvo 1. 1. 2022 |
| ------------- | ---------------- | ------------- | ----------------------- |
| Dnipro        | Дніпро           | Днепр         | 968 502                 |
| Kryvyj Rih    | Кривий Ріг       | Кривой Рог    | 603 904                 |
| Kamjanske     | Кам'янське       | Каменское     | 226 845                 |
| Nikopol       | Нікополь         | Никополь      | 105 160                 |
| Pavlohrad     | Павлоград        | Павлоград     | 101 430                 |
| Novomoskovsk  | Новомосковськ    | Новомосковск  | 69 855                  |
| Žovti Vody    | Жовті Води       | Жёлтые Воды   | 42 052                  |
| Marhanec      | Марганець        | Марганец      | 44 980                  |
| Pokrov        | Покров           | Покров        | 37 483                  |
| Synelnykove   | Синельникове     | Синельниково  | 29 651                  |
| Ternivka      | Тернівка         | Терновка      | 26 961                  |
| Peršotravensk | Першотравенськ   | Першотравенск | 27 099                  |
| Vilnohirsk    | Вільногірськ     | Вольногорск   | 22 079                  |